# Elsa Group
Die Elsa Group SA (zuvor: Estavayer Lait SA; kurz: ELSA) mit Sitz in Estavayer-le-Lac ist ein Unternehmen des Schweizer Detailhandelskonzerns Migros, das Milchprodukte und Kolonialwaren herstellt. Im Geschäftsjahr 2005 zählte das Unternehmen 622 Mitarbeitende und erzielte einen Umsatz von 657 Millionen Franken. Die Produkte werden in erster Linie für die Migros-Genossenschaften hergestellt und in deren Filialen verkauft, einige ausgewählte Produkte werden unter dem Migros-Exportlabel Swiss Delice im Ausland vertrieben. Elsa ist mit Stand des Jahres 2022 in Bezug auf die verarbeitete Milchmenge die drittgrösste Molkerei in der Schweiz. Elsa gehört zudem zu den 500 grössten Unternehmen in der Schweiz.

## Geschichte
1955 gründete der Migros-Genossenschafts-Bund das Unternehmen Conserves Estavayer SA (CESA), das ab 1956 Erbsen, Bohnen, Essiggurken, Spinat und Konfitüre in Konservendosen abfüllte. Die Herstellung von Milchprodukten begann 1960, womit die Migros den Verbandsmolkereien Konkurrenz machte. Als erstes Schweizer Unternehmen begann CESA im Jahr 1968 damit, pasteurisierte Milch in Tetra Paks abzupacken. Im Laufe der Jahre trennte sich CESA schrittweise von praktisch allen Geschäftsfeldern (Abgabe an Schwesterunternehmen) mit Ausnahme der Milchverarbeitung und änderte 1998 den Namen in Estavayer Lait SA (ELSA). Abgeschlossen wurde die Umstellung 2003 mit dem Umbau des Hauptsitzes in Estavayer-le-Lac zum zentralen Produktions- und Logistikstandort von ELSA und der Schliessung aller übrigen Standorte.
1999 wurde die ELSA-Mifroma Gruppe gegründet. 2016 übernahm ELSA die Mehrheit an der Firma Idhéa im elsässischen Hochfelden. Die Produktion der Salat- und anderen Saucen wird schrittweise bis Anfang 2018 von Estavayer-le-Lac dorthin verlagert. Per Ende 2017 hat ELSA zusammen mit der Migros die Branchenorganisation Milch (BOM) verlassen.
Mitte 2019 hat ELSA die SoFine Foods aus der Provinz Limburg (Niederlande) übernommen (SoFine Foods gehörte ab 2006 zu Alpro). SoFine Foods stellt vegane Fleischersatzprodukte, unter anderem auch die Marke Cornatur der Migros, her. Bis 2019 errichteten ELSA und die Genossenschaft Migros Aare zusammen mit der Aaremilch AG eine neue Milchabfüllanlage in der Gemeinde Diemtigen. Ende 2019 soll dann die IP-Suisse-Wiesenmilch, die derzeit noch bei Emmi in Suhr produziert wird, dort abgefüllt werden. Da Migros angekündigt hat, dass sie bis Ende 2021 schweizweit sämtliche Trinkmilchen (ausser Bio und Demeter) auf IP-Suisse-Wiesenmilch umstellen will, werden derzeit Produzenten u. a. bei der Aaremilch AG gesucht. Die Verarbeitung erfolgt am Standort Estavayer. 2022 wurde 50 Prozent der Aaremilch AG und 100 Prozent der Simmental Switzerland AG übernommen. Elsa produziert auch für direkte Konkurrenten, u. a. für Coop.
2023 wurde die Estavayer Lait SA in Elsa Group SA umbenannt und die Mifroma SA in die Gruppe fusioniert. Zur Elsa Group gehört auch die Dörig Käsehandel AG in Wittenbach. Die Elsa Group ist Mitglied bei der IG Bio.
Laut Recherchen von Blick will sich die Elsa Group in Zukunft auf die fünf grössten Zielmärkte konzentrieren, Deutschland, Frankreich, USA, Australien und Benelux (Belgien, Niederlande, Luxemburg), aus Asien, Afrika und Osteuropa würde sie sich hingegen zurückziehen. Im Januar 2025 teilte der Migros-Genossenschafts-Bund mit, SoFine an The New Originals Company (NOC) zu verkaufen.

### Schwyzer Milchhuus
2010 erfolgte eine Beteiligung an der Schwyzer Milchhuus AG mit Sitz in Ingenbohl. 2017 erhöhte ELSA die Beteiligung von bisher 34 auf 60 Prozent und übernahm damit die Mehrheit am 1899 gegründeten Familienunternehmen, bevor 2019 auch noch die restlichen Anteile übernommen wurden. Der Exportanteil der Schwyzer Milchhuus AG lag um das Jahr 2022 bei rund 70 Prozent. Im Juni 2024 wurde bekannt, dass Migros die beiden Werke in Rothenthurm und Brunnen im ersten Quartal 2025 schliesst, jenes in Seewen bleibe erhalten. Im Oktober 2024 wurde bekannt, dass das Werk in Brunnen bereits geschlossen wurde. Die Produkte werden u. a. in den Filialen der Alnatura AG vertrieben, ebenfalls ein Unternehmen der Migros.

## Leitung

### Präsidenten des Verwaltungsrats seit 1955
- Alfred Gehrig (1955–1980)
- Klaus Breitenmoser (1981–1983)
- Eugen Hunziker (1984–1992)
- Erich Gugelmann (1992–1993)
- Hermann Hasen (1993–1997)
- Bernard Loeb (1997–1999)
- Jules Kyburz (1999–2000)
- Gisèle Girgis-Musy (2000–2001)
- Anton Scherrer (2001–2002)
- Jakob Knüsel (2002–2008)
- Walter Huber (2008–2019)
- Armando Santacesaria (2019–2024)

Quelle: Archiv für Agrargeschichte
Seit 2024 ist Matthias Wunderlin Präsident des Verwaltungsrats.

### Direktoren seit 1955
- Gino Candio (1955–1979)
- René Scheidegger (1979–1995)
- Oswald Kessler (1995–2004)
- Gilles Oberson (2004–2011)
- Matthew Robin (2011–)

Quelle: Archiv für Agrargeschichte

## Produkte
Die Produktpalette der Elsa Group umfasst Milch, Milchgetränke, Rahm, Joghurts, Käse, Frischkäse, Quark und Desserts auf Milchbasis. Zu den «Kolonialwaren», die Elsa Group herstellt, gehören Mayonnaise, Salatsaucen, frische Grill- und Beilagensaucen sowie Essig.

## Weitere Unternehmen der Migros Industrie AG
- Micarna-Gruppe
- Fresh Food & Beverage Group
- Delica AG
- Mibelle Group